# Ібіс сірокрилий
Ібіс сірокрилий (Theristicus melanopis) — південноамериканський птах з родини ібісових. У Чилі цього птаха називають бандуррія[джерело?].

## Опис
Ібіс сірокрилий досягає довжини від 71 до 76 см. Голова, шия і груди коричневі, крила сірі, черево і хвіст чорні. Зігнутий вниз дзьоб темно-сірий, очі обрамлені чорними перами. На горлі, безпосередньо під дзьобом також помітні чорні пір'їни. Сильні ноги темно-червоні. Відмітна ознака, яка вирізняє його з-поміж інших птахів цього роду, це відсутність білого забарвлення крил. На противагу багатьом іншим ібісам у нього немає довгого пір'я чубчика. Також відсутній виражений статевий диморфізм.

## Поширення
Ібіс сірокрилий розповсюджений на півдні (рідше на півночі) Чилі, в Аргентині, Еквадорі, Болівії і Перу. Птах віддає перевагу відкритим лукам, пасовищам, полям і відкритим лісам, однак зустрічається і у вологих областях, трясовинах річок.

## Живлення
Раціон ібіса складається з дорослих комах та їх личинок, черв'яків, равликів і їх яєць, рідше також з дрібних земноводних і ссавців.

## Розмноження
Цей птах гніздиться переважно в колоніях чисельністю до 50 пар. Гнізда птахи будують часто на скелях і кручах, іноді у заростях очерету. Для будівництва гнізда використовуються гілки, як підстилки трава і листя. У кладці від 2 до 3 яєць. Висиджування триває приблизно 28 днів.

## Чисельність
За даними МСОП в усьому світі налічується від 25 000 до 100 000 гніздових пар, вид не знаходиться під загрозою.